# Julio César Gómez
Julio César Gómez Matteo (Montevideo, 8 novembre 1940 – Montevideo, 2 agosto 2022) è stato un cestista uruguaiano.

## Carriera
Con l'Uruguay ha disputato i Giochi olimpici di Tokyo 1964 e due edizioni dei Campionati mondiali (1963, 1967).